# Bowen (Illinois)
Bowen és una població dels Estats Units a l'estat d'Illinois. Segons el cens del 2000 tenia 535 habitants.

## Demografia
Segons el cens del 2000, Bowen tenia 535 habitants, 205 habitatges, i 143 famílies. La densitat de població era de 480,4 habitants/km².
Dels 205 habitatges en un 35,1% hi vivien nens de menys de 18 anys, en un 55,6% hi vivien parelles casades, en un 11,2% dones solteres, i en un 30,2% no eren unitats familiars. En el 24,4% dels habitatges hi vivien persones soles el 14,1% de les quals corresponia a persones de 65 anys o més que vivien soles. El nombre mitjà de persones vivint en cada habitatge era de 2,61 i el nombre mitjà de persones que vivien en cada família era de 3,12.
Per edats la població es repartia de la següent manera: un 30,5% tenia menys de 18 anys, un 5,6% entre 18 i 24, un 30,1% entre 25 i 44, un 17,2% de 45 a 60 i un 16,6% 65 anys o més.
L'edat mediana era de 33 anys. Per cada 100 dones de 18 o més anys hi havia 88,8 homes.
La renda mediana per habitatge era de 29.091 $ i la renda mediana per família de 36.429 $. Els homes tenien una renda mediana de 30.764 $ mentre que les dones 22.000 $. La renda per capita de la població era de 13.241 $. Aproximadament el 13% de les famílies i el 16,3% de la població estaven per davall del llindar de pobresa.

## Poblacions properes
El següent diagrama mostra les poblacions més properes.